# ليون فيرغسون
ليون فيرغسون (بالإنجليزية: Leon Ferguson)‏ هو لاعب كرة الماء أسترالي، ولد في 19 يوليو 1923 في رندويك ‏ في أستراليا، وتوفي في 31 يوليو 1989 في Bexley, New South Wales ‏ في أستراليا.

## وصلات خارجية
- ليون فيرغسون على موقع اللجنة الأولمبية الدولية (الإنجليزية)
- ليون فيرغسون على موقع أوليمبيديا (الإنجليزية)
- ليون فيرغسون على موقع اللجنة الأولمبية الأسترالية (الإنجليزية)